# Bing (speelgoedfabrikant)
Bing was een Duitse, in Neurenberg gevestigde speelgoedfabrikant. Het was in de jaren 1920 een van de grootste speelgoedfabrikanten ter wereld.
De gebroeders Bing, Adolf Bing (1842–1915) en Ignaz Bing (1840–1918), openden hun winkel in 1863. Het was een winkel die speelgoed en huishoudelijke artikelen verkocht. In 1879 Begonnen de broers zelf speelgoed te produceren. Het bedrijf groeide en had in 1885 ongeveer 500 mensen in dienst. Bing was een pionier in het maken van blikken treintjes. Voor de Eerste Wereldoorlog was het bedrijf gegroeid tot 5000 werknemers in totaal.

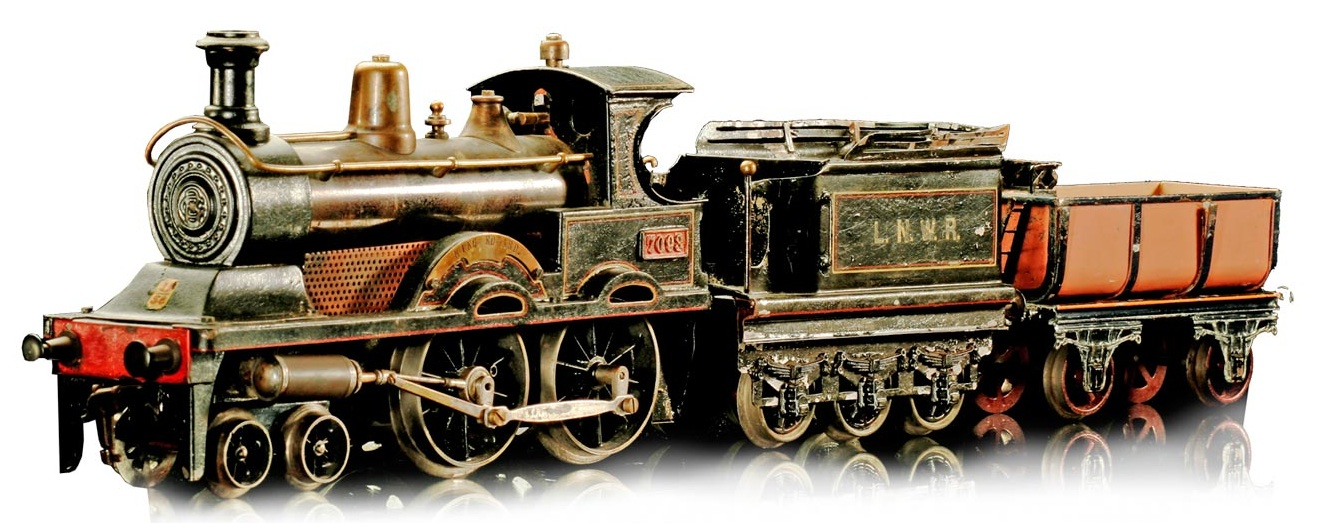
King Edward stoomtrein

Na het overlijden van Ignaz Bing neemt zijn zoon Stefan Bing het bedrijf over. In 1928 had het bedrijf een jaaromzet van ruim 27 miljoen mark. Het bedrijf had ook veel aandelen in bezit van ‘TRIX’ een Duitse speelgoedtreinenfabrikant.
Alles veranderde nadat de crisis van de jaren 30 uitbrak. Een dochteronderneming in de Verenigde Staten ging failliet. Stefan probeerde door te zetten maar de vraag naar speelgoed was erg gedaald.